# آرومانش لو بن
آرومانش لو بن هي بلدة فرنسية تقع في إقليم كالفادوس في منطقة نورماندي شمال غرب فرنسا.